# Leptoeme acme
Leptoeme acme là một loài bọ cánh cứng trong họ Cerambycidae.